# 紀元前450年
紀元前450年（きげんぜん450ねん）は、ローマ暦の年である。
当時は、「第二次十人委員会の年」として知られていた（もしくは、それほど使われてはいないが、ローマ建国紀元304年）。紀年法として西暦（キリスト紀元）がヨーロッパで広く普及した中世時代初期以降、この年は紀元前302年と表記されるのが一般的となった。

## 他の紀年法
- 干支 : 辛卯
- 日本
  - 皇紀211年
  - 孝昭天皇26年
- 中国
  - 周 - 貞定王19年
  - 秦 - 厲共公27年
  - 晋 - 哀公2年
  - 楚 - 恵王39年
  - 斉 - 宣公6年
  - 燕 - 成公5年
  - 趙 - 襄子26年
- 朝鮮
  - 檀紀1884年
- ベトナム :
- 仏滅紀元 : 95年
- ユダヤ暦 : 3311年 - 3312年

## できごと

### ギリシア

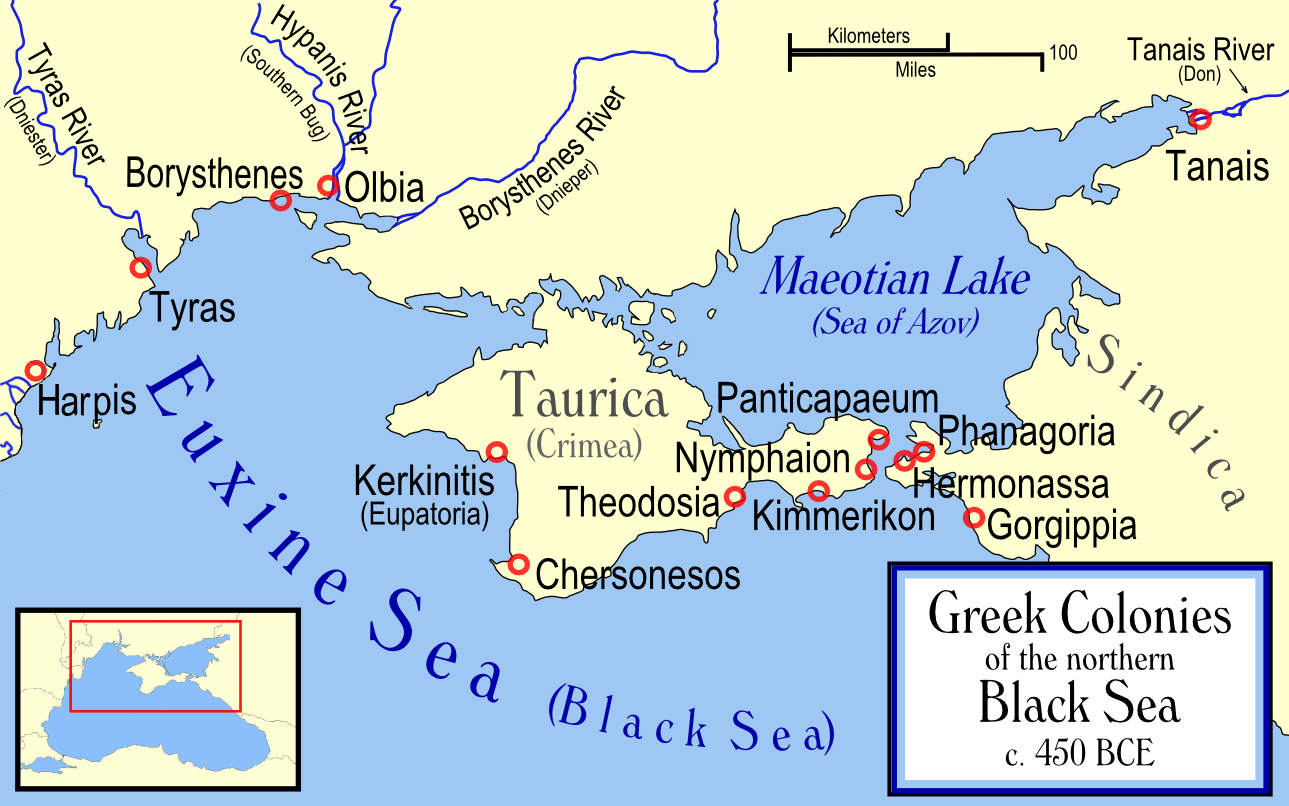
紀元前450年頃の黒海北側のギリシアの植民地

- アテナイの将軍キモンは、デロス同盟の200隻の三段櫂船を伴ってキプロスまで航海した。ここから彼は、ナイル川デルタでペルシア軍と戦うエジプトのアミルタイオスを助けるため、60隻の船をエジプトに派遣した。キモンは、残りの船を用い、ペルシアの支配に対するキプロスの反乱を支援した。キモンは、キプロス南西岸のキッテムにあるペルシア軍の要塞を包囲したが、包囲は破られ、フェニキアとペルシアによるキプロスの支配は続いた。
- 包囲戦の間にキモンは死亡し、後を継いだAnaxicratesは、サラミスの戦いでフェニキア軍と戦うためにキッテムを離れた。ギリシア軍はペルシア軍を破り、アテナイに帰還した。
- アテナイは、デロス同盟の同盟都市からの朝貢を減らし、それぞれの都市は、独自の貨幣を発行することを許された。
- 5000タレントがアテナイのデロス同盟に移された。
- アテナイにテーセウスの神殿が完成した。

### マケドニア
- ペルディッカス2世がアレクサンドロス1世の後を継いでマケドニア王となった。

### 共和政ローマ
- 十人委員会の1年目の成功を受け、プレブスを含む第二次十人委員会が発足した。人数は10人から2人増え、続く数世紀のローマ法の基礎となる十二表法(Lex Duodecim Tabularum)が完成した。

### シチリア
- シチリアの王Ducetiusは、シュラクサイとアグリジェントの連合軍に敗れた。Ducetiusはコリントスに亡命した。

## 誕生
- アルキビアデス - アテナイの将軍、政治家（紀元前404年没）

## 死去
- キモン - アテナイの政治家、将軍（紀元前510年生）
- アレクサンドロス1世 - マケドニア王